# 有田みかん

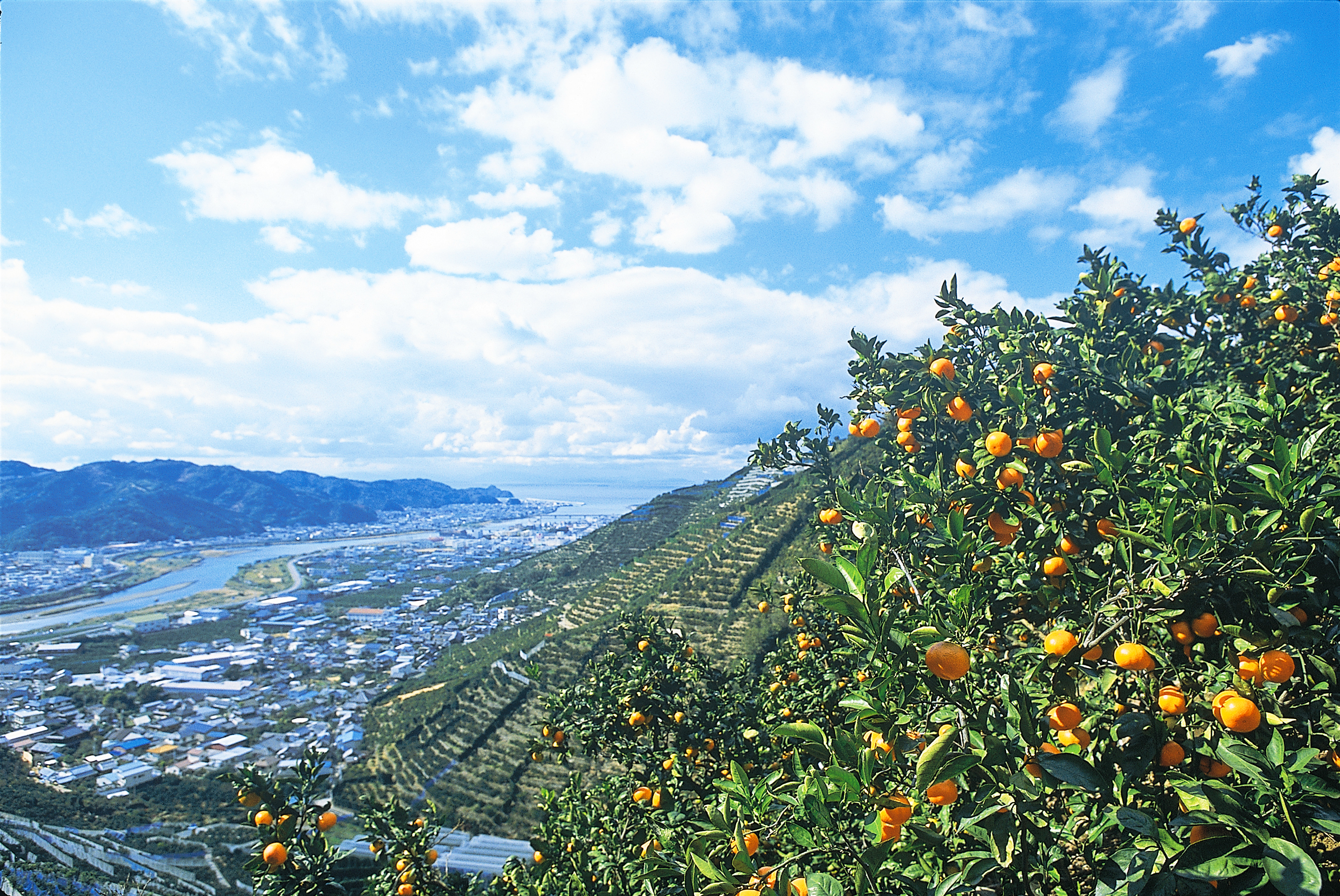
有田市・有田みかんの山

有田みかん（ありだみかん）は、和歌山県で生産されているみかん（ウンシュウミカン）の代表的なブランド。2006年（平成18年）10月27日には地域団体商標制度の認定第一弾として、有田みかんが地域ブランドとして認定された。

## 特色

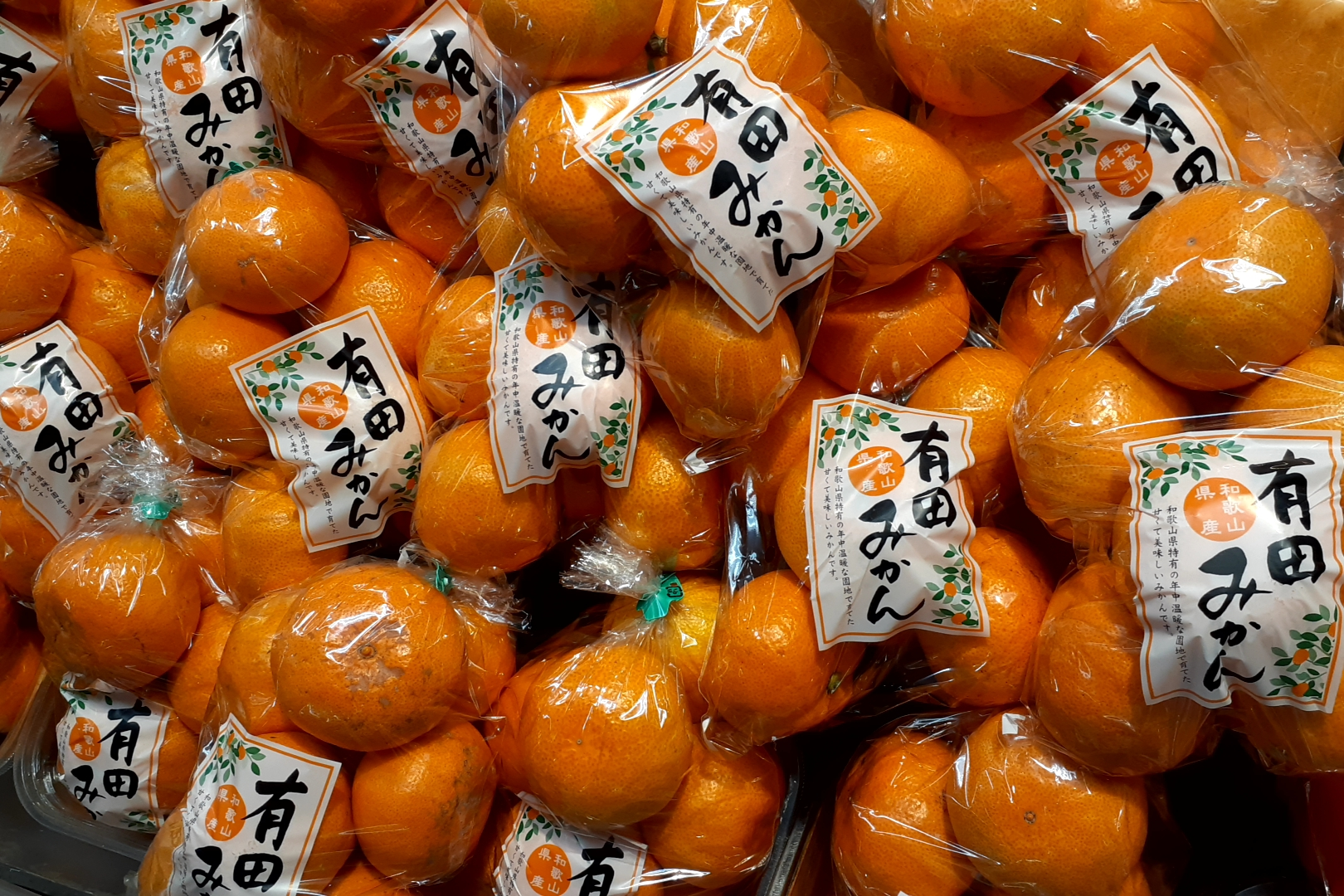
販売される有田みかん

日本屈指のみかん生産地である、和歌山県を代表するブランドである。かつてはウンシュウミカンだけでなく、キシュウミカンという品種も栽培されていた。この地域は万葉集に歌われ、熊野古道沿いに、中将姫伝説で有名な得生寺、日本最古の稲荷神社がある。
紀州のミカンは1529年（享禄2年）に京都の貴族が土産として持ち込んだ。有田市糸我町中番には「『紀州みかん』最初の地 附紀州柑橘剏祖之碑」があり、2011年（平成23年）3月15日には和歌山県指定史跡に指定された。「紀州柑橘剏祖之碑」は伊藤孫右衛門の功績を称えて1915年（大正4年）5月に建てられた石碑であり、題字は紀州徳川家第15代当主の徳川頼倫である。現在は5代目の木が植えられている。
実際にこの地方でミカン栽培が盛んになったのは江戸時代以降である。特に1953年（昭和28年）の大洪水で水田からミカン畑への転換が進んだこともあり生産量が増えた。
有田市には有田市みかん資料館があり、有田みかんの歴史などに関する展示がある。

## 産地
有田川流域にある有田市・有田郡有田川町・有田郡湯浅町・有田郡広川町を中心に栽培されている。有田川流域は瀬戸内気候と太平洋側気候の南海型の境界に位置し、気候は温暖で冷害も少ない（年間平均気温16°C、年間降水量1,200mm程度）。有田川の右岸の長峰山脈には、日本最古の地層である秩父帯が広がっている。秩父帯は礫を含む。保水力を持ち、排水・通気性も良好で柑橘系の栽培の適地となっている。
また、中でも有田市新堂地区で生産されたものを新堂みかん、有田郡湯浅町田地区で生産されたものを田村みかんと呼び、みかんのトップブランドの一つとされる。その生産量には限りがあり、百貨店や高級フルーツ専門店に陳列される事も多い。

## 歴史

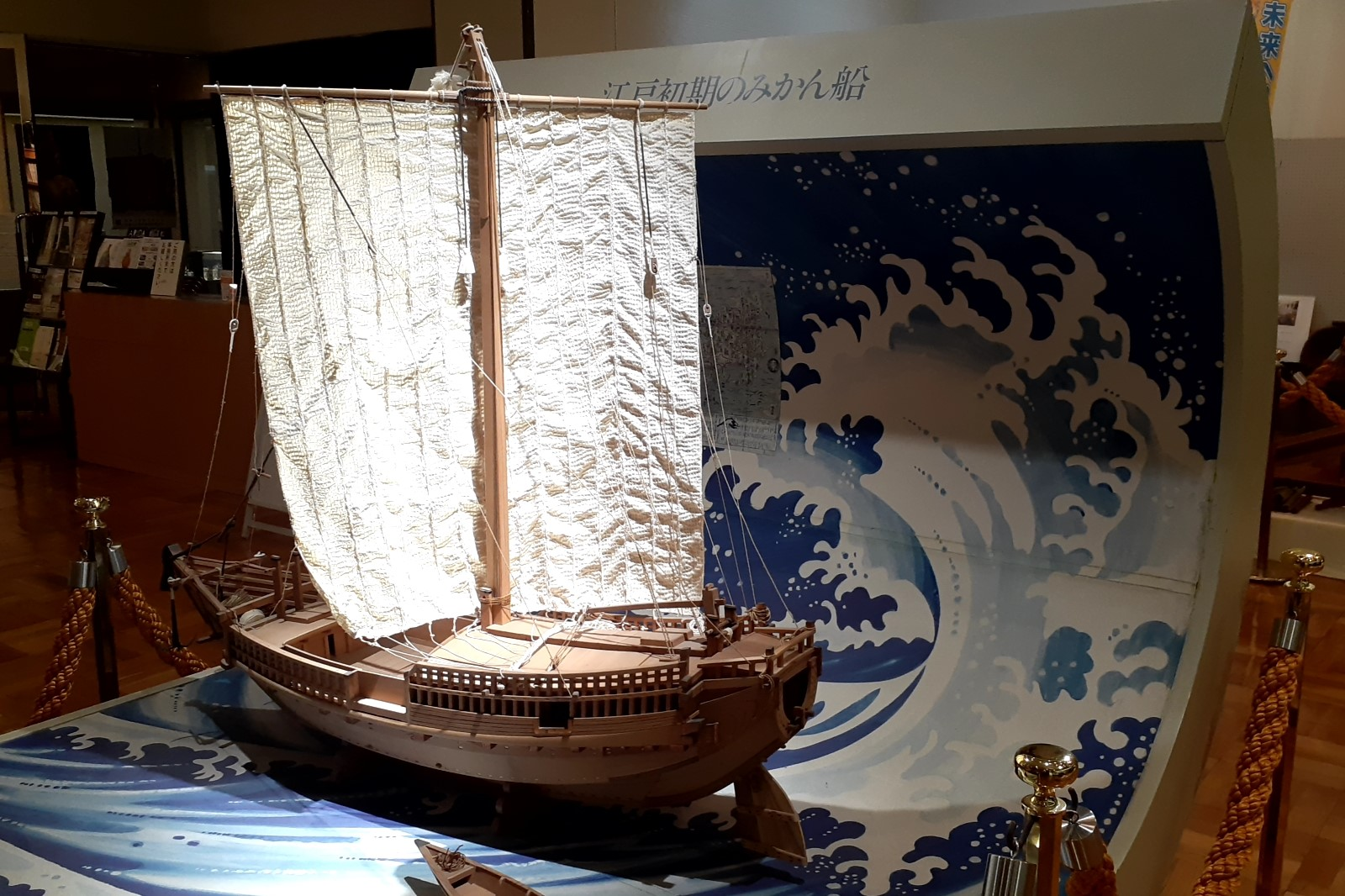
江戸初期に用いられていた弁財船（有田市みかん資料館）

有田では古くからみかん栽培が盛んであり、有田みかんの名は全国的にも有名である。
- 紀伊続風土記によると、永享年間に糸我荘中番付にて自生のみかん樹を発見。
- 紀州蜜柑伝来記によると、天正年間に、同じく糸我荘中番付の伊藤孫右衛門が紀州藩の委託を受け、肥後八代から丸蜜柑の苗木を導入し、栽培を始めたのが起源という[4]。
- 寛永11年（1634年）、滝川原村の藤兵衛、江戸へみかんの初出荷。
- 貞享2年（1685年）、紀伊國屋文左衛門が嵐をついて江戸にみかんを船で運搬する。

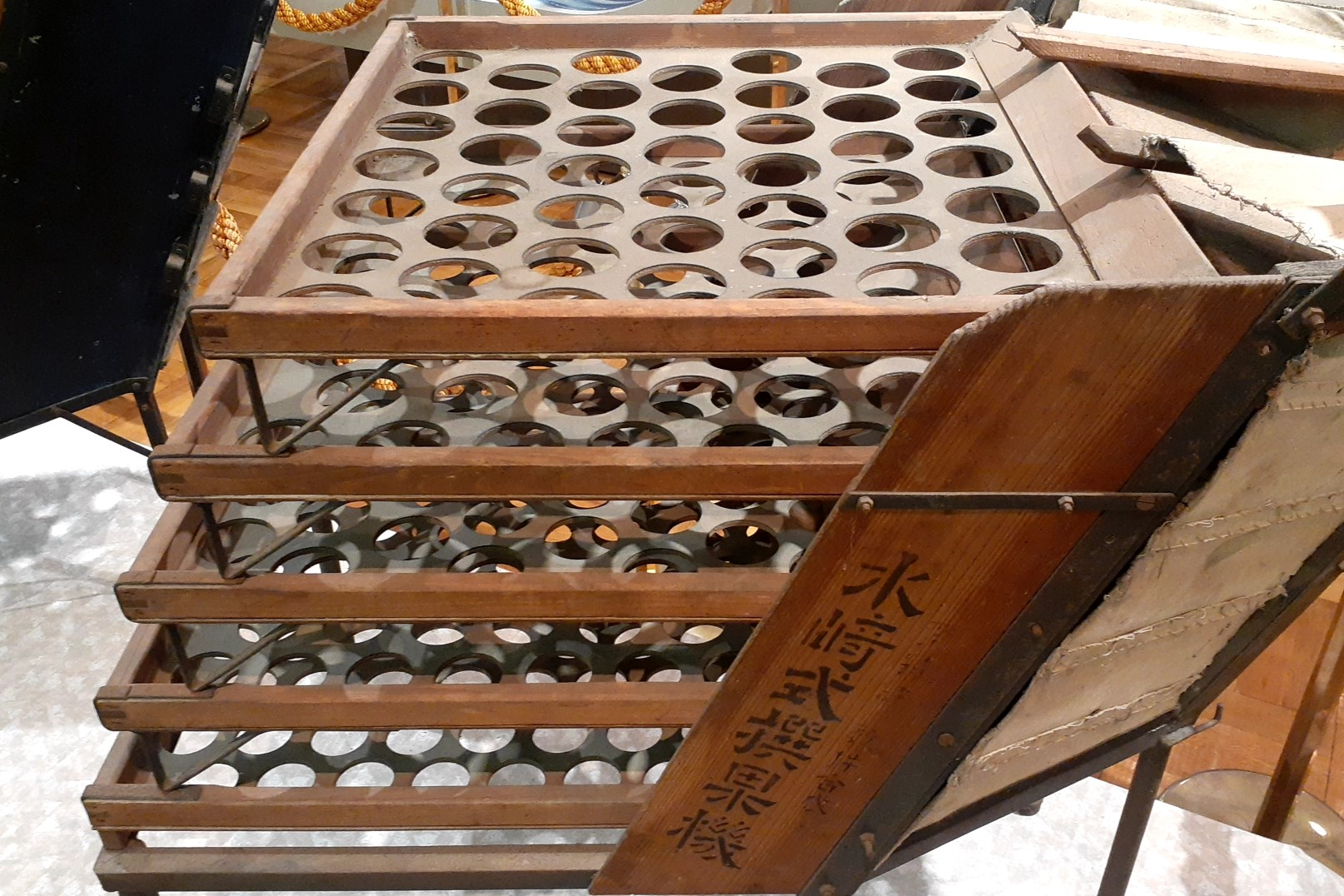
選果機（有田市みかん資料館）
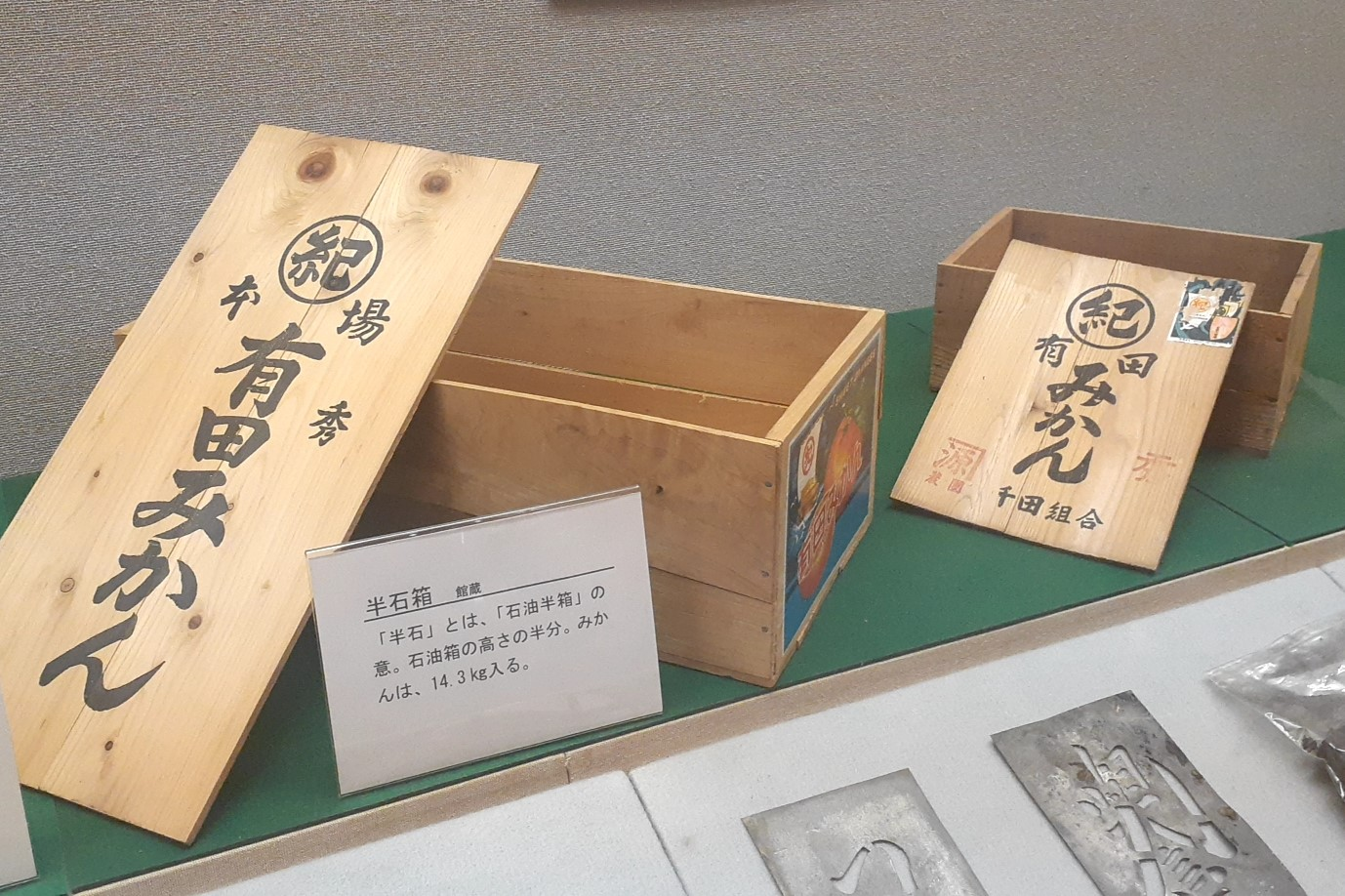
みかん箱（有田市みかん資料館）